# Melchior von Schwartzenberg
(Johann) Melchior von Schwartzenberg (* 1613 in Aachen; † Januar 1664 ebenda) war ein deutscher Schöffe und Bürgermeister der Reichsstadt Aachen.

## Leben und Wirken
Melchior von Schwartzenberg war der Sohn von Wilhelm Rikald von Schwartzenberg (1568–1630) und der Agnes von Hartmann sowie Vetter des Schöffen und Bürgermeisters Caspar von Schwartzenberg. Er trat 1635 in die Sternzunft, den Zusammenschluss der Aachener Schöffen, ein und wurde in den Jahren 1652 und 1660 zu deren Greven gewählt. Des Weiteren wurde er als Sendschöffe in das Sendgericht aufgenommen und trat der Sakramentsbruderschaft von St. Foillan bei. Schließlich wurde von Schwartzenberg in den Jahren 1655/56, 1657/58, 1659/60, 1661/62 und 1663/64 zum Schöffenbürgermeister der Stadt Aachen gewählt, wobei er sich in den ersten drei Amtszeiten jährlich mit seinem Vetter Caspar von Schwartzenberg abwechselte. Neben seinen dienstlichen Verpflichtungen übernahm er noch die ehrenamtliche Tätigkeit als Provisor des Elisabethhospitals am Radermarkt, dem heutigen Münsterplatz, und an anderen sozialen Stiftungen.
Melchior von Schwartzenberg starb im Januar 1664 und wurde am 22. des Monats in der Franziskanerkirche Aachen beigesetzt. Er war in erster Ehe verheiratet mit Marie von Mettichhoven/Mettekoven († 2. Mai 1648) und nach deren Tod mit Maria de Groote († 1671); beide Ehen blieben kinderlos. Von Schwartzenberg war Lehnsträger des Lehnshofs Gut Neuenbau bei Raeren, der sich im Besitz des Klosters St. Leonhard Aachen befand. Darüber hinaus war er Eigentümer mehrerer Grundstücke auf dem Adalbertsberg und kam durch seine zweite Frau in den Besitz des Hundskirchhofs im Bereich des Kölnsteinweges in Aachen, der heutigen Jülicher Straße.